# Trachypédoula
Trachypédoula (grec moderne : Τραχυπέδουλα) est un village de Chypre de plus de 64 habitants.